# 周達 (萬曆進士)
周達（？—？），字遹少，四川重庆府安居县人。
萬曆二十三年（1595年）乙未科進士。初授行人司行人，三十年往開封掌周府临汝王朱安洔丧葬。三十五年考選爲南京湖廣道監察御史，三十八年以例劾通政使曲乔迁、应天府府尹王一乾冒滥京堂。又疏论南京吏部右侍郎史继偕连接辅臣李廷机，谋划京察。后以党争去职。

## 引用
1. ↑  万历三十年七月庚午，遣行人周达往掌周府临汝王安洔丧葬。
2. ↑  万历三十五年七月癸亥，吏部同都察院考选，宜授南御史者傅宗皋、王霖、周达、张邦俊、张养正、汪怀德等六人。
3. ↑  万历三十八年三月，初南京户科等科给事中邓云霄、湖广等道御史周达例劾通政使曲乔迁、应天府府尹王一乾冒滥京堂，至是部覆俱应准回籍听用。 上是之。
4. ↑  万历四十一年二月，宣城县生员梅振祚、梅宣祚等以奸宦媳徐氏为生员芮应元、芮永缙等所举发，前巡按御史王国祯劾奏捕治，振祚等贿匿狱，久不结。巡按御史荆养乔与提学御史熊廷弼素以意见相抵牾，不能相下，及治是狱，互有轻重。养乔劾廷弼不斥振祚等，而反毙永缙于杖，为杀人媚人，谓永缙先以事与原任谕德汤宾尹有却，宾尹中之，故云，拜疏投劾去。廷弼恚甚，再疏辩谓永缙之杖本以行劣，非以发奸，故章俱下所司议。左都御史孙玮请革养乔任，而勘廷弼， 上是之。时南北科道议论正嚣，给事中李成名、孙振基、庥僖、陈伯友等御史、李邦华、马梦祯、魏云中、刘策、崔尔进、李若星、潘之祥、翟凤翀、徐良彦等持勘议甚力，给事中官应震、姜性、吴亮嗣、梅之焕、亓诗教、赵兴邦等、御史黄彦士等、南给事中张笃敬、御史周达等驳之，章凡数十上，玮不自安求去，而亮嗣、应震攻玮尤急。 上俱置不问。已而巡按应天御史徐应登核状以闻，谓振祚奸淫，按臣访拏，会参司府问明徒杖招详，廷弼批行兄弟聚尘，恨不手刃其同党，梅宣祚等甑破至此，勿留辩窦。及养乔会审，大都亦批振祚等一徒未尽，厥辜宣祚等，名教难容。其后先事词详在别本，情伪难欺，此二臣批驳之大概也，乃冯应祥、苏海望等，当时遍告操抚屯仓按江诸院，攫金行私，公论见唾。未几郡邑有劣生之报，苏海望、李茂先、冯应祥、芮永缙四人遂以渠魁见举矣。应祥先逃，而苏海望等三名遂各拟徒解院，此廷弼罪革诸犯之大概也。比入院杖治，惟海望为首，杖数独多，永缙、茂先皆次之，而永缙物故，据报死期距解审已二十日久矣，此永缙获罪而自死之大概也。至于行媚汤宾尹一节，指亦多端，查宾尹原与奸案无干，其于永缙生平又绝无纤芥之隙也，然则廷弼杀永缙，宾尹其任受怨乎？其一时同杖若苏海望辈，又将谁媚之乎？然廷弼则有所以取之矣。盖其居恒以力挽颓风为已任，故斤斤三尺不少假借，期于一惩百儆而不虞其藉死。标题蜚谣，造谤大肆，其反噬之毒也。养乔实耳闻其说，又别因职事相左，偶乘去位，感激形诸论列，亦或居常见。廷弼才情气魄咄咄逼人，如科臣张延登等所言，心疑其易已而然乎，职常反覆，思维往伏，推究参照，得学臣廷弼豪爽英迈，凡事担荷不疑，故法常主于救弊，而持之不得不重，非独据赃罪革重也，即驳奸亦重也。按臣养乔温雅洁清，凡事精详，不苟独言，有激于风闻，故居之不能无疑，非独杀人媚人疑也，即庇奸亦疑也，总之此一役也，事当以明白直截为断，而牵缠暧昧者可勿论。人当以生平本末为断，而意气诖误者可勿论。则廷弼之心迹自明，而餋乔之生平亦在外，此可都无苛求，急需后效，以成二臣平日之品者也。
5. ↑  《安居县志》